# Mariusz Śrutwa
Mariusz Śrutwa (Bytom, 1971. július 15. –) lengyel labdarúgócsatár.

## Pályafutása

### Klubcsapatokban
1989 és 1991 között a lengyel 2. ligában a Polonia Bytomban játszott. 1991-ben a Ruch Chorzówba került. Itt játszott 1999-ig, majd két szezonra a Legia Warszawához igazolt. A nagy áttörést azonban soha nem érte el a fővárosiaknál, és 2000 végén visszatért a Ruch Chorzówba, ahol 2006-ig játszott. 2006 és 2007 között a Clearex Chorzów együttesében szerepelt. 2007-ben rövid ideig a Rozwój Katowice csapatában játszott a lengyel 3. ligában. Összesen 281 meccsen lépett pályára a lengyel első osztályban és 103 gólt szerzett. Összesen több mint 400 meccset játszott a Ruch Chorzów csapatában: 1. liga, 2. liga, kupa, UI-kupa, UEFA-kupa, egyéb, és 163 találatot ért el. Sziléziában futballlegendának tartják.

### A válogatottban
1996 és 1998 között öt nemzetközi mérkőzést játszott a lengyel válogatottban.

## Statisztika

### A válogatottban
| Lengyelország | Lengyelország   | Lengyelország |
| Év            | Pályára lépések | Gólok         |
| ------------- | --------------- | ------------- |
| 1996          | 3               | 0             |
| 1998          | 2               | 0             |
| Összesen      | 5               | 0             |

## Sikerei, díjai
Ruch Chorzow
- Lengyel kupagyőztes: 1996
- Az Ekstraklasa gólkirálya: 1998
- A lengyel 2. liga gólkirálya: 1996

## Fordítás
- Ez a szócikk részben vagy egészben  a   Mariusz Śrutwa című német Wikipédia-szócikk ezen változatának fordításán alapul.  Az eredeti cikk szerkesztőit annak laptörténete sorolja fel. Ez a jelzés csupán a megfogalmazás eredetét és a szerzői jogokat jelzi, nem szolgál a cikkben szereplő információk forrásmegjelöléseként.